# パノラミック急行
パノラミック急行（パノラミックきゅうこう、Panoramic Express）は、スイスの私鉄であるモントルー・オーベルラン・ベルノワ鉄道（MOB, フランス語：Chemin de fer Montreux–Oberland Bernois、ドイツ語：Montreux–Berner Oberland-Bahn）に1979年に登場した、パノラマ客車を用いる列車の名称である。2018年時点ではゴールデンパス・パノラミック（MOB Panoramic）と言う列車名で運行している。この項目では、関連する他の列車についても紹介する。

## 歴史

### パノラミック急行

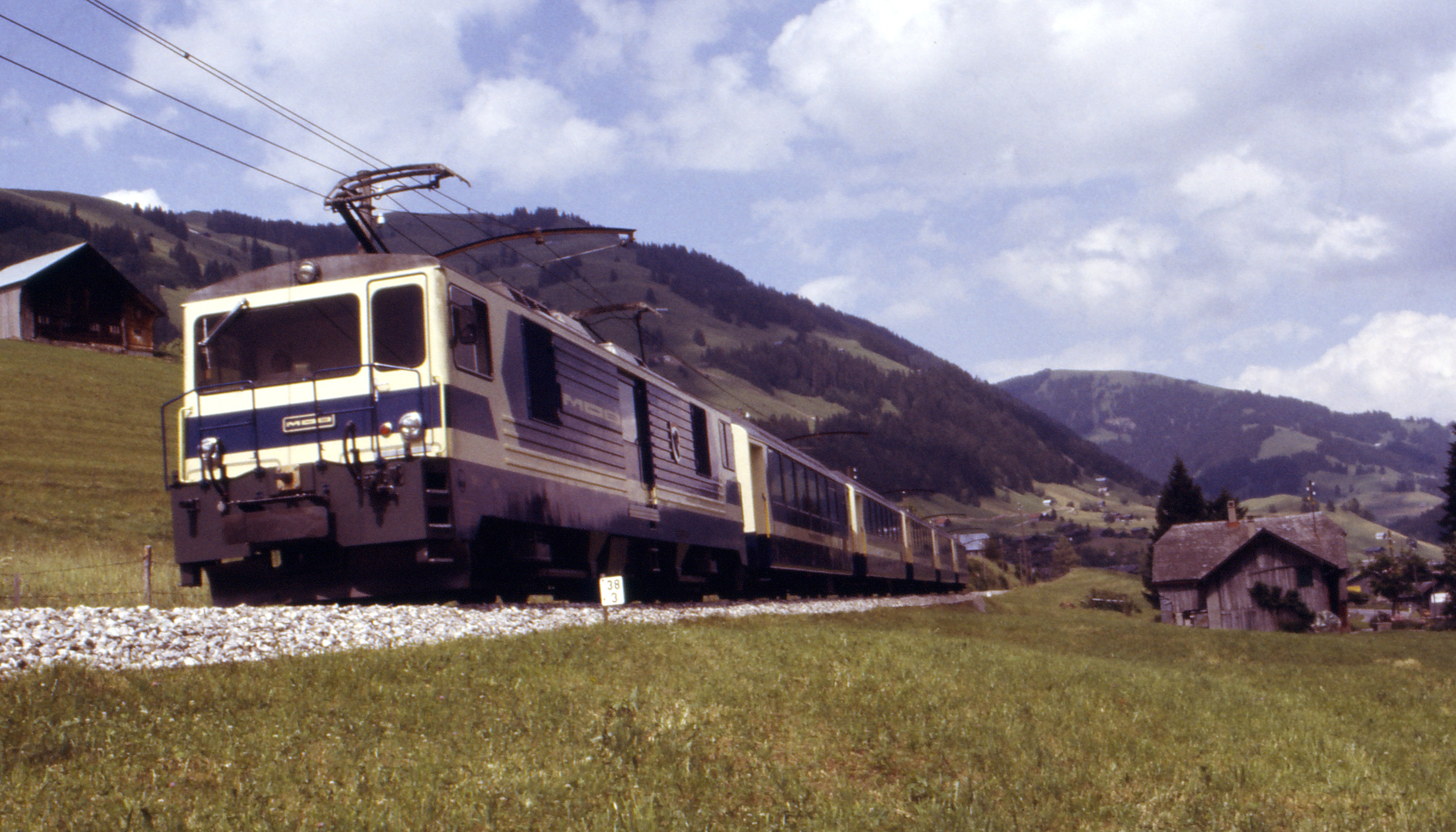
パノラミック急行（1984年撮影）

1971年にMOBの社長に就任したエドガー・シュティーガーは、発達する観光バスへの対抗策として、リクライニングシートや天窓、冷房装置を有するパノラマ車両で構成された特別列車を運行する計画を発表した。これらの要素は既に観光バスで人気を博していたものであり、それを鉄道車両に取り入れる事を目指したのである。
創立75周年にあたる1976年、MOBはスイスの車体メーカーであるラムザイヤー・イェンツァー（Ramseier & Janzer）と共に初のパノラマ客車であるAs110を完成させ、急行列車に組み込む形で営業運転を開始した。そして1979年には追加発注による4両の増備が行われ、同年の夏にこれらの客車を用いた「パノラミック急行」がモントルー～ツヴァイジンメン間に登場した。冬季以降はツヴァイジンメン～レンク間の延長運転が行われ、1982年には4両のパノラマ客車が新規に製造された事で2往復への増発が実施された。
登場当時の動力車は1944年から使用されていたBDe4/4形電車が2両編成で使用されていたが、1983年以降はより強力なGDe4/4形電気機関車へと変更されている。

### スーパーパノラミック急行
パノラミック急行は豪華さに加え、モントルー～ツヴァイジンメン間を自動車よりも速く結ぶ利便性もあって人気を博し、1985年における1等旅客の収入は10年前の2倍近くにも増加した。それを受け、MOBは同年の夏季ダイヤから新たなパノラマ列車「スーパーパノラミック急行」(Super Panoramic Express）を導入した。最大の特徴は前面展望が楽しめる運転台付きの制御客車（Ast116、Ast117）で、テレビカメラを搭載し2階の運転席からの充分な視界を確保するなど安全面にも配慮した。またバーカウンター付きのサロンカーも製造され、車内ではスタッフによる様々なサービスが施される事となった。動力車にはパノラミック急行から撤退したBDe4/4形が使用された。
運転開始当初は3両編成で前面展望も片側のみだったが、1986年に制御客車と動力車（BDe4/4形）の増結が行われた事で編成の両端で前面展望が可能となり、編成も5両編成に増強された他、需要に応じて最大6両編成での運転も実施されるようになった。またこの編成を用いたGFM（グリエール・フリブール・モラ鉄道）への直通運転や、チョコレート工場や博物館、古城見学を行程に含めたモントルー～ブロー・ファブリック間の臨時列車の運行も行われた。

### クリスタル・パノラミック急行

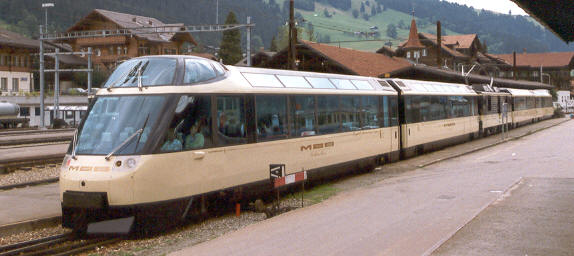
クリスタル・パノラミック急行（1993年撮影）

パノラミック急行やスーパーパノラミック急行の成果は絶大で、1975年から1993年の年間旅客数は250万人に達し、1等旅客からの収入も3.5倍に拡大した。その一方、MOBは1980年代以降更なるパノラマ列車の増備の検討を始めた。今回はMOBのみならず、SBB（スイス国鉄）、RhB（レーティッシュ鉄道）、FO（フルカ・オーバーアルプ鉄道）、BVZ（ブリーク・ヴィスプ・ツェルマン鉄道）のメーターゲージ（軌間1,000mm）の路線を有する企業との協議の上、合同で新型パノラマ客車の導入を行う事となった。その結果、RhBのみスイスのシンドラーに車両を発注した一方、MOBを含む残りの企業についてはイタリアのブレダに依頼した。
そのうちMOBが導入した客車は4両で、うち2両は前面展望が楽しめる展望室やサロンを設置した制御客車（Arst151、Arst152）である。また中間車として用いられるもう2両の客車は他の鉄道に導入された同型客車よりも一回り幅広の構造となり、中間に挟まれるGDe4/4形電気機関車も客車に合わせた新塗装に変更された。これらの車両を用いた「クリスタル・パノラミック急行」(Crystal Panoramic Express）が営業運転を開始したのは1993年7月3日のことである。

### ゴールデン・パノラミック急行
1995年には登場から10年が経過したスーパーパノラミック急行のリニューアルが行われ、7月8日から新たに「ゴールデン・パノラミック急行」(Golden Panoramic Express）として再登場した。塗装をクリスタル・パノラミック急行に併せたものに変更しただけではなく、制御客車の前面形状の改造、内装の変更など大規模な改装工事が実施された。動力車についてもBDe4/4形電車からGDe4/4形電気機関車に交換されている。
なお、前年の1994年にはGe4/4形電気機関車が登場し、パノラミック急行の動力車としても使用されている。

### ゴールデンパス・パノラミック
2018年現在、上記の各列車は纏めて「ゴールデンパス・パノラミック」（Goldenpass Panoramic, MOB Panoramic）という列車名で運行しており、塗装も1999年以降それまでの青やクリーム色を基調としたものから黒、金色、白色を用いたものに変更されている。新型車両の導入も行われており、2010年以降低床部分を設けた客車が新造され、随時運行に就いている。
そして2016年には登場から40周年を迎えたのを機に最初のパノラマ客車であるAs110が登場時の塗装に戻され、5月20日に記念式典も実施された。

## 運行
2018年現在、ゴールデンパス・パノラミックはモントルー～ツヴァイジンメン間に6往復が設定されている。そのうち2往復は前面展望が可能な車両が連結されており、前面の展望席は1等座席よりも格上のVIP座席となっている。編成はVIP座席が存在する列車は7両編成（客車3両+動力車+客車3両）、それ以外の列車は6両編成（動力車+客車5両）で、編成内には低床客車が1両連結されている。
これらの列車はツヴァイジンメン駅でBLSの列車と接続しており、スイスの観光地を巡る鉄道ルート、ゴールデン・パスの一翼を担っている。

## 車両

### 動力車
パノラミック急行やスーパーパノラミック急行の登場当時は1944年から1946年にかけて製造されたBDe4/4形電車が塗装変更の上で使用されたが、急勾配路線を抱えた路線で冷房を搭載した重量級の列車の動力を担うには出力不足であり、総括制御による重連運転が常態化した。そのため1983年以降はGDe4/4形、Ge4/4形などの電気機関車に順次置き換えられている。なお、BDe4/4形電車に代わってABDe8/8形電車やDZe6/6形電車、Gm4/4形ディーゼル機関車が使用された事もある。

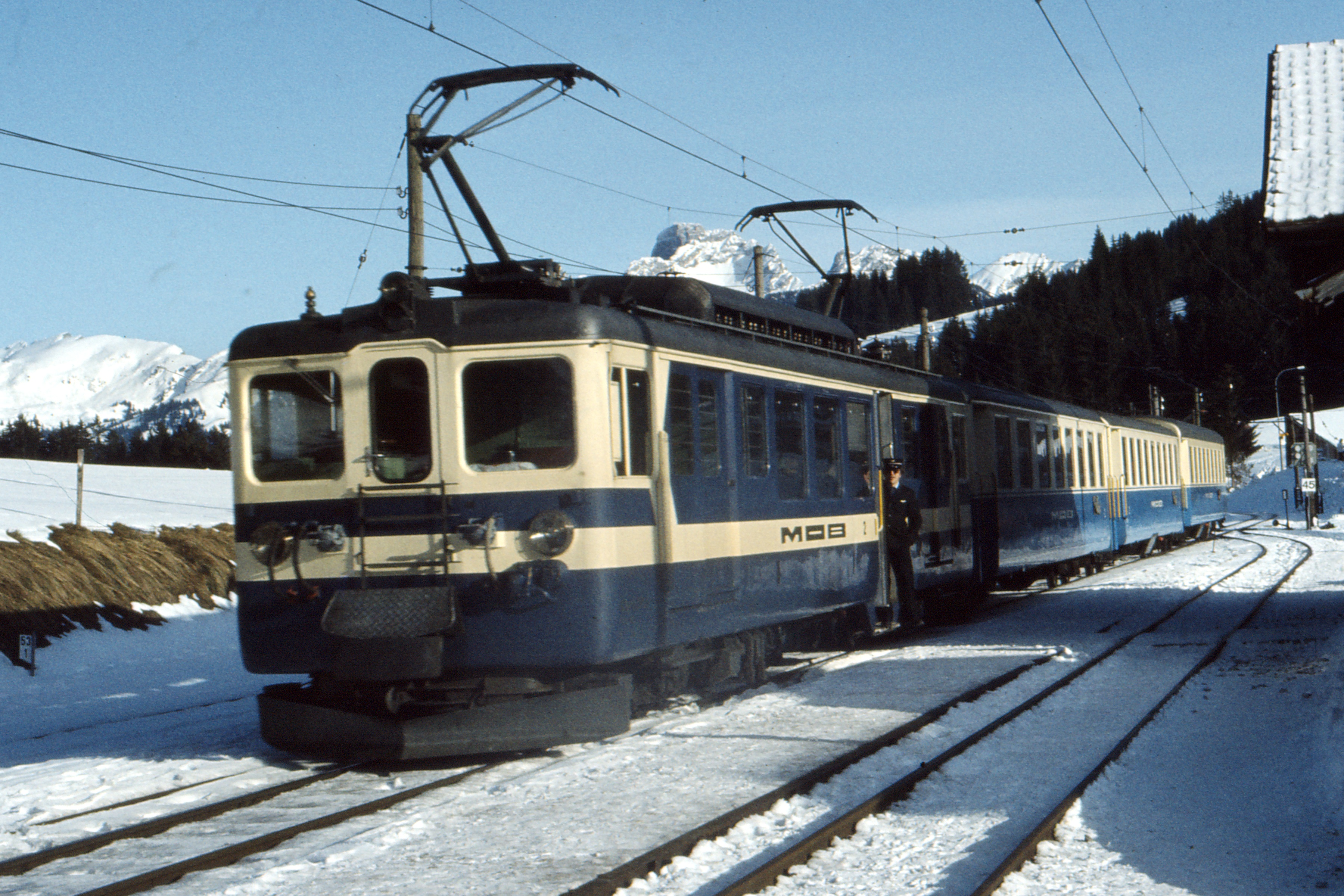
BDe4/4形電車（パノラミック急行塗装）
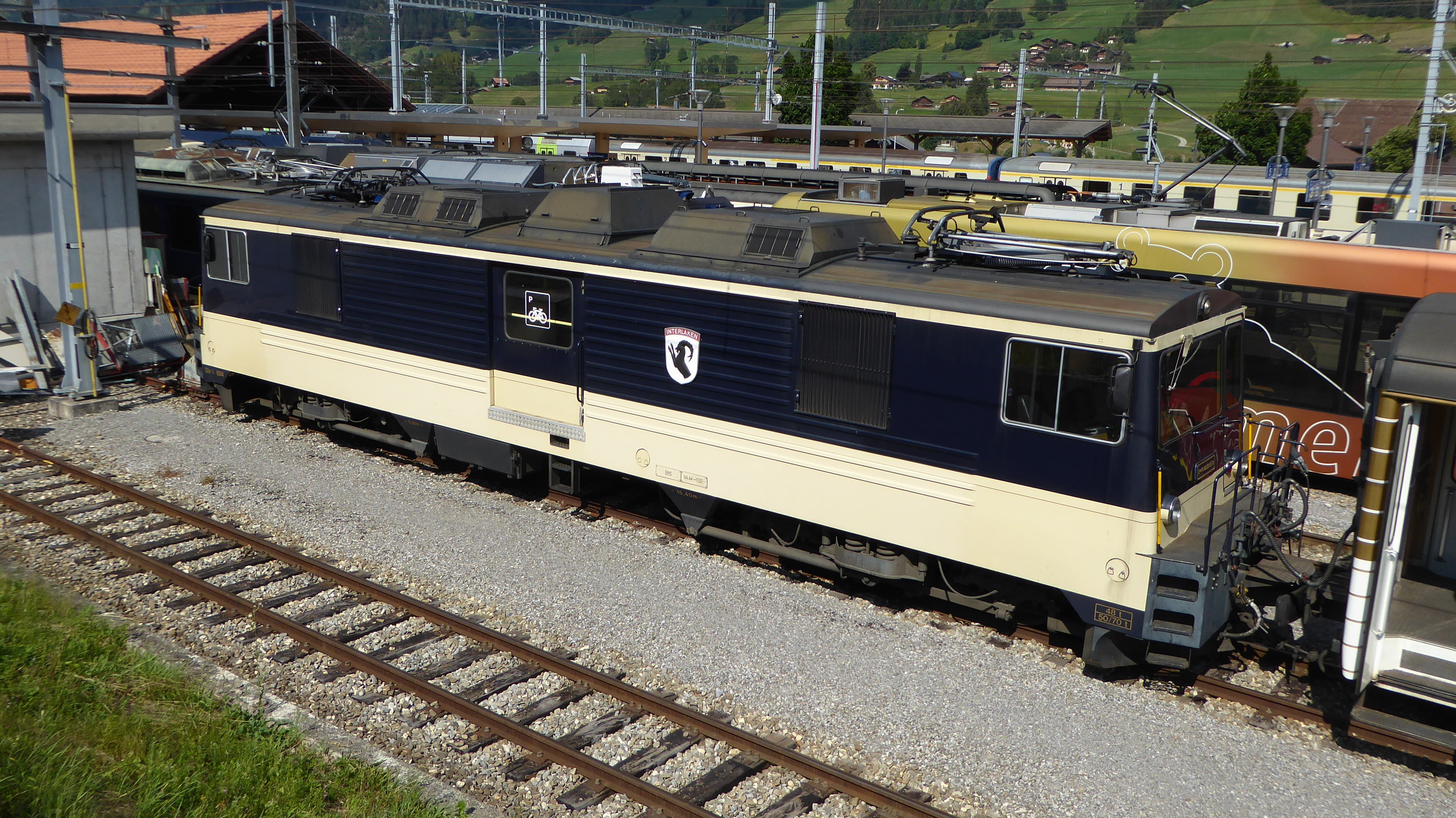
GDe4/4形電気機関車（塗装変更後）
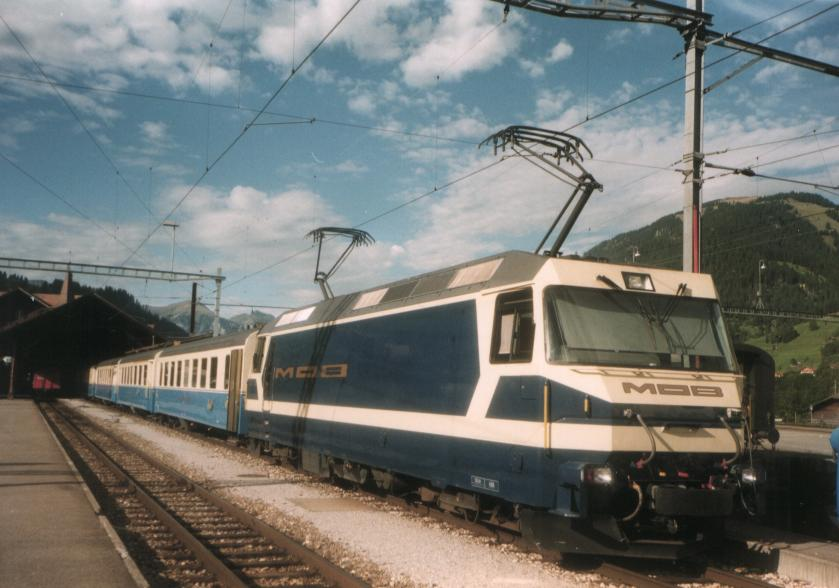
Ge4/4形電気機関車
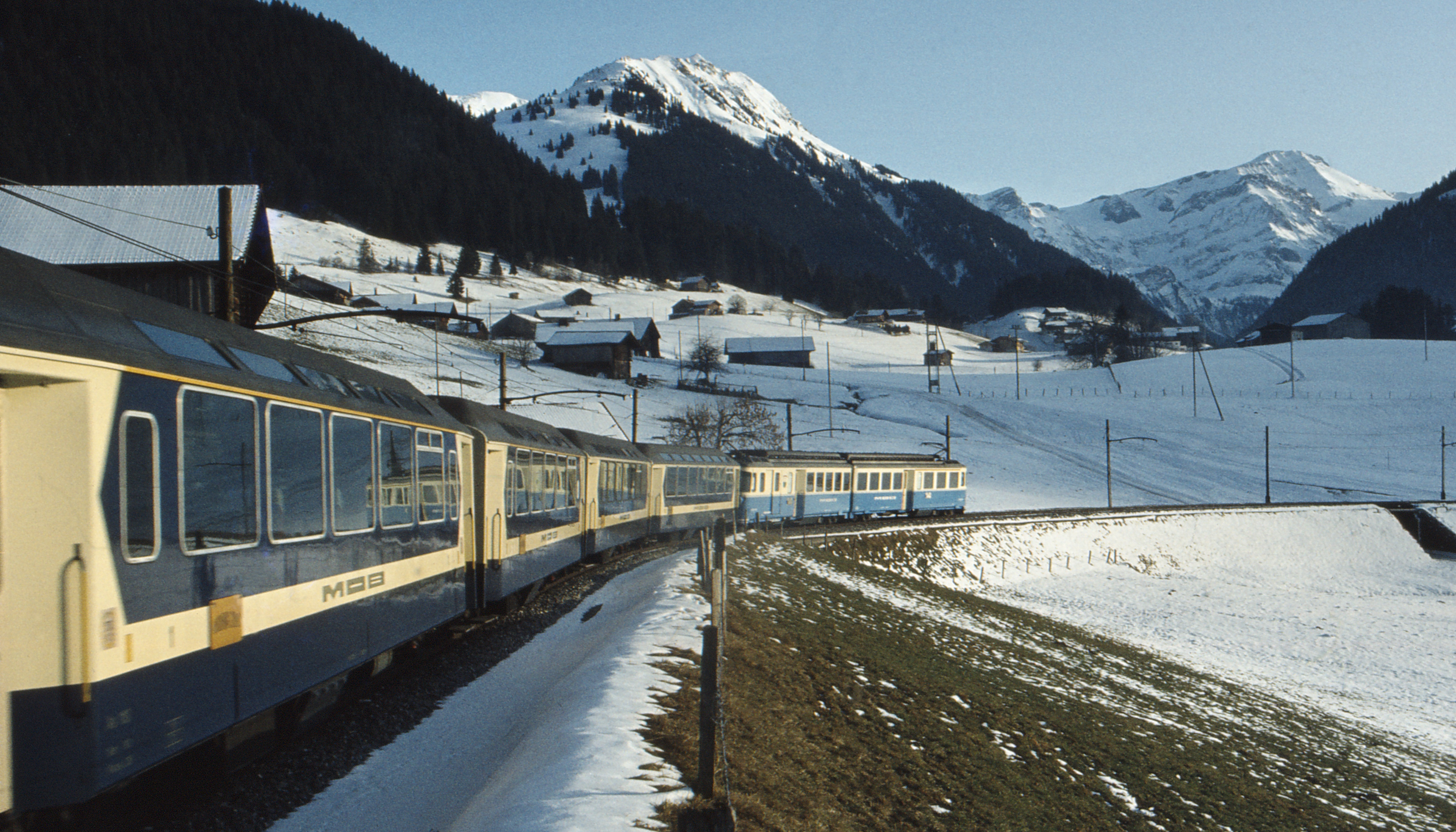
ABDe8/8形電車が牽引するパノラミック急行（1982年撮影）
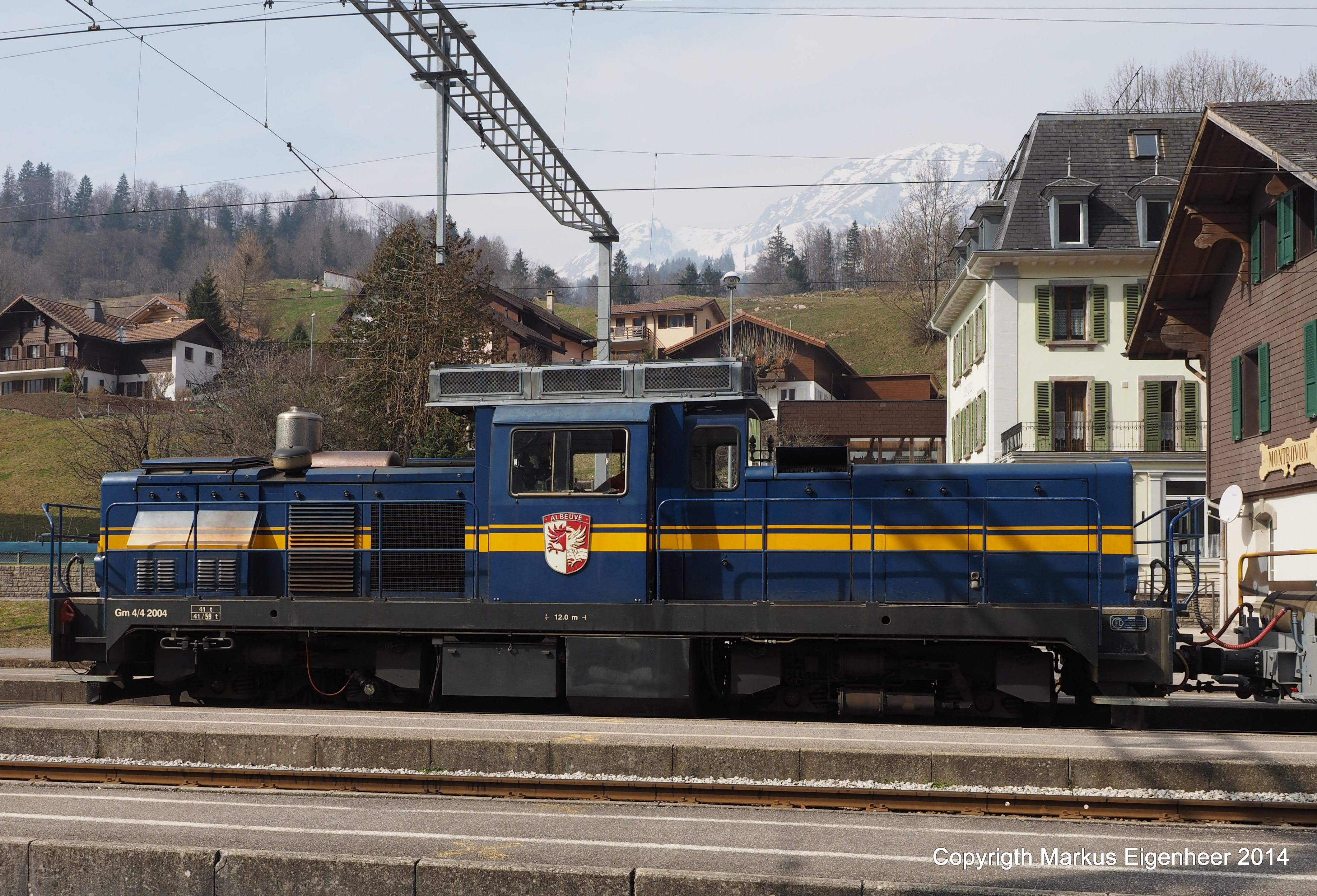
Gm4/4形ディーゼル機関車

### 客車
1976年に登場した初のパノラマ客車であるAs110を含め、初期に導入された4両は木造客車の台枠や台車を利用して製造された車体更新車であるのに対し、1982年以降は新造の車両が導入されていった。
1985年にはスーパーパノラミック急行向けに先頭部分に前面展望が可能な展望席を設置した制御客車が導入された。それにより運転席は2階に設置されたが、前面視界を確保するため前照灯の間や側面にテレビカメラが設置されている。1993年に導入されたクリスタル・パノラミック急行向けの制御客車も同様の構造だが、デザインや塗装がスーパーパノラミック急行用の車両から変更され、曲線を多用したピニンファリーナによるデザインが採用された。
2000年代にはアルストム製の新型台車・セントロ1000（Centro 1000）を搭載し車体の中央部に車椅子スペースや車椅子対応トイレなどバリアフリーに対応した設備を有するパノラマ客車が製造され、2010年5月23日から営業運転を開始して以降8両（Bs231 - 238）が導入されている。

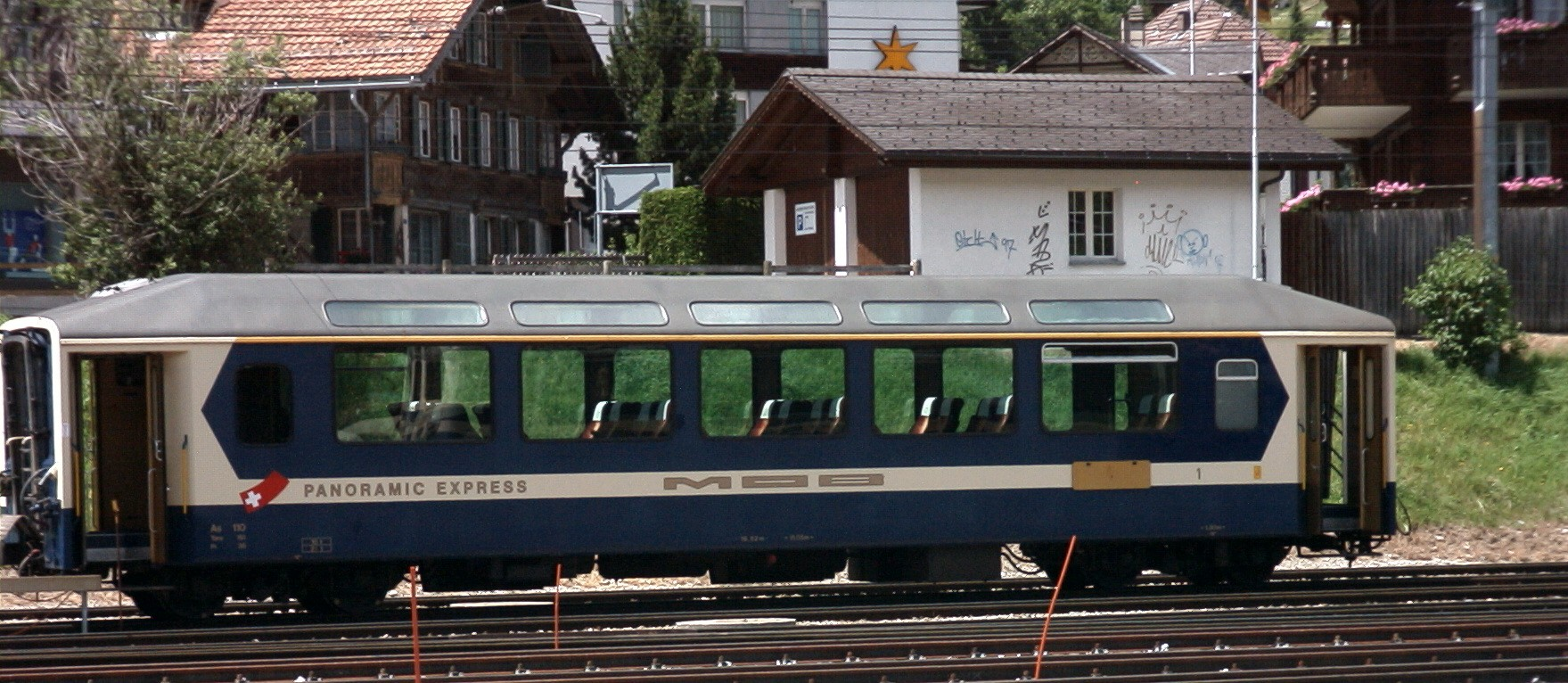
最初のパノラマ客車であるAs110客車
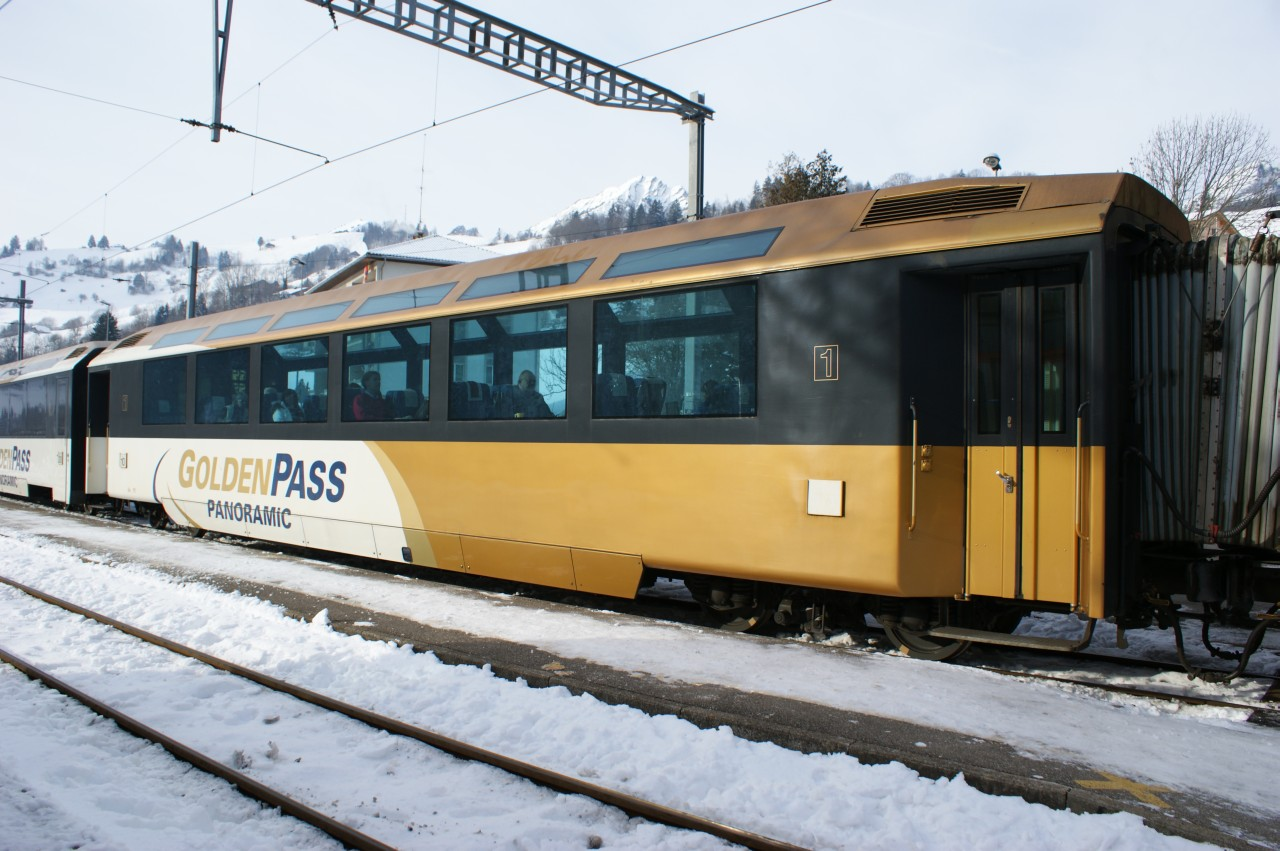
車体更新車のAs111客車（現塗装）
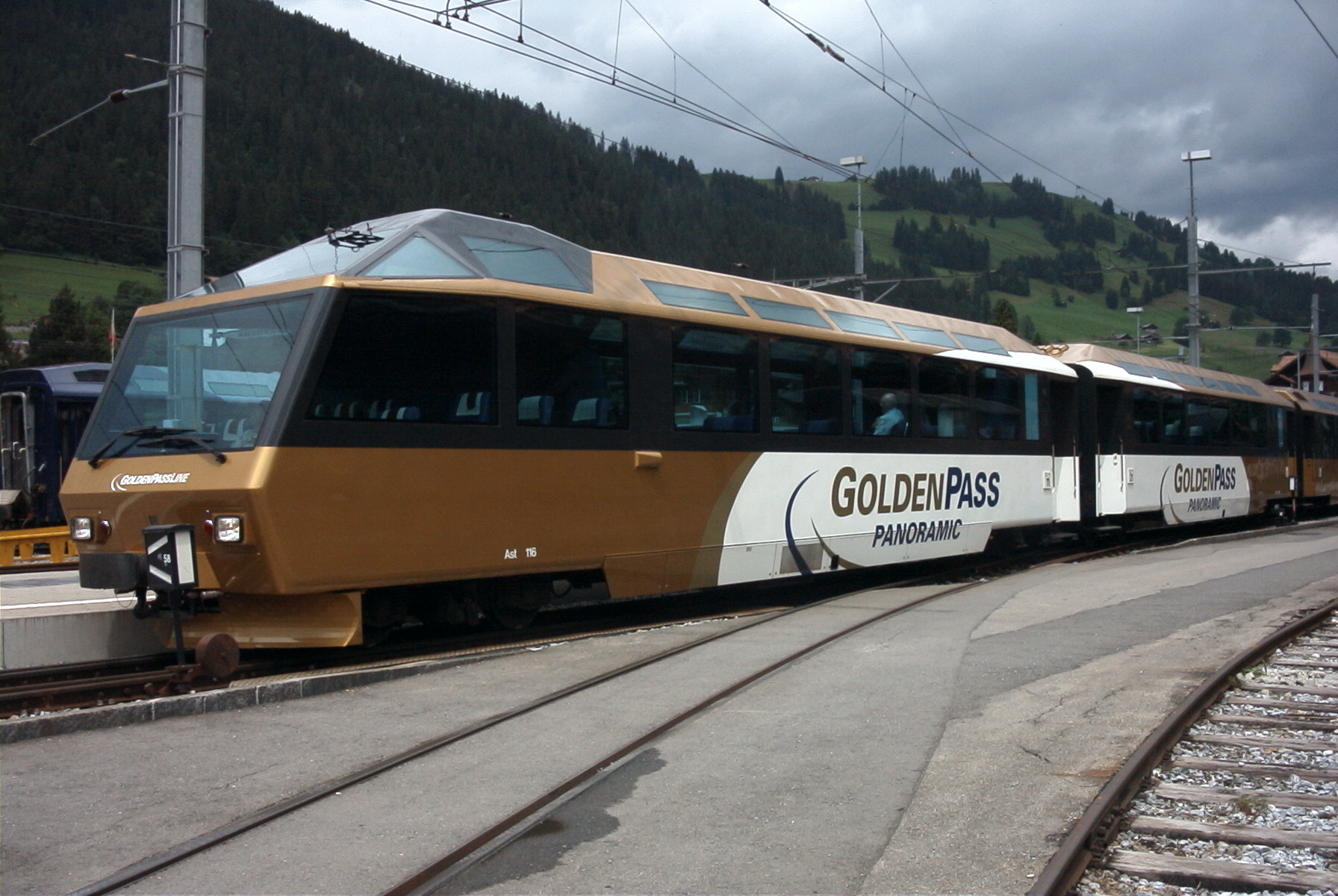
スーパーパノラミック急行用に導入されたAst116客車（現塗装）
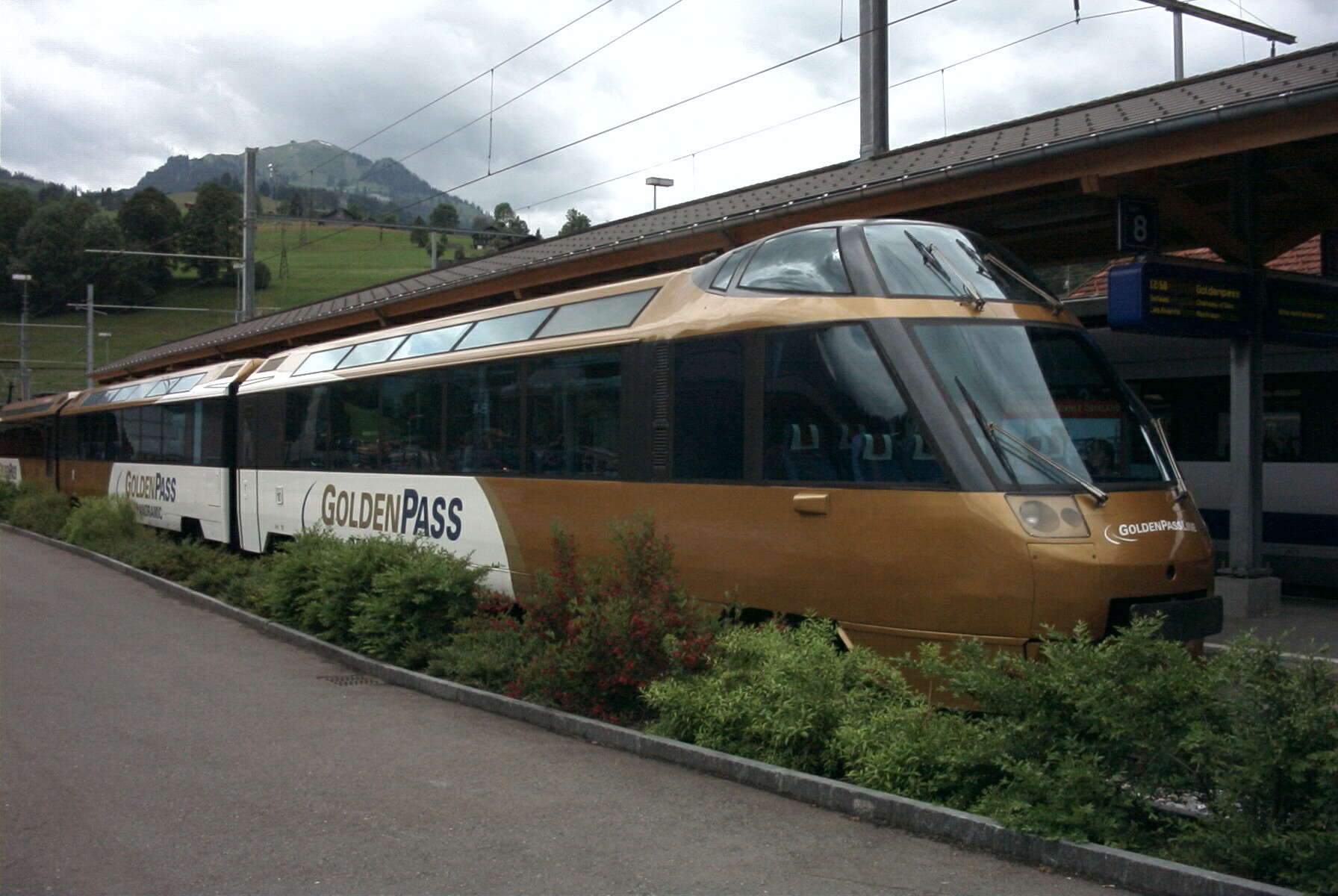
クリスタル・パノラミック急行用に導入されたArst152客車（現塗装）
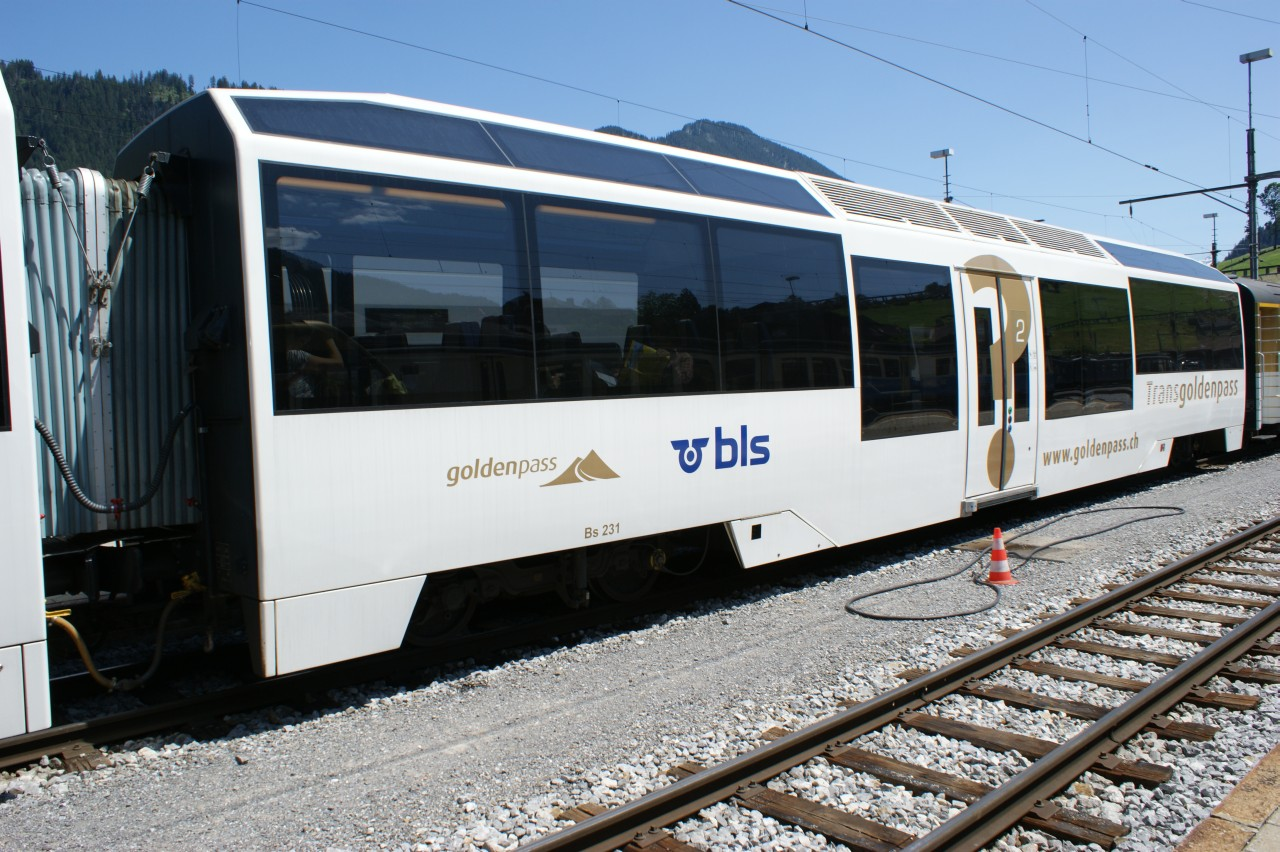
バリアフリーに対応したBs231客車

## 軌間可変客車によるゴールデン・パス直通運転

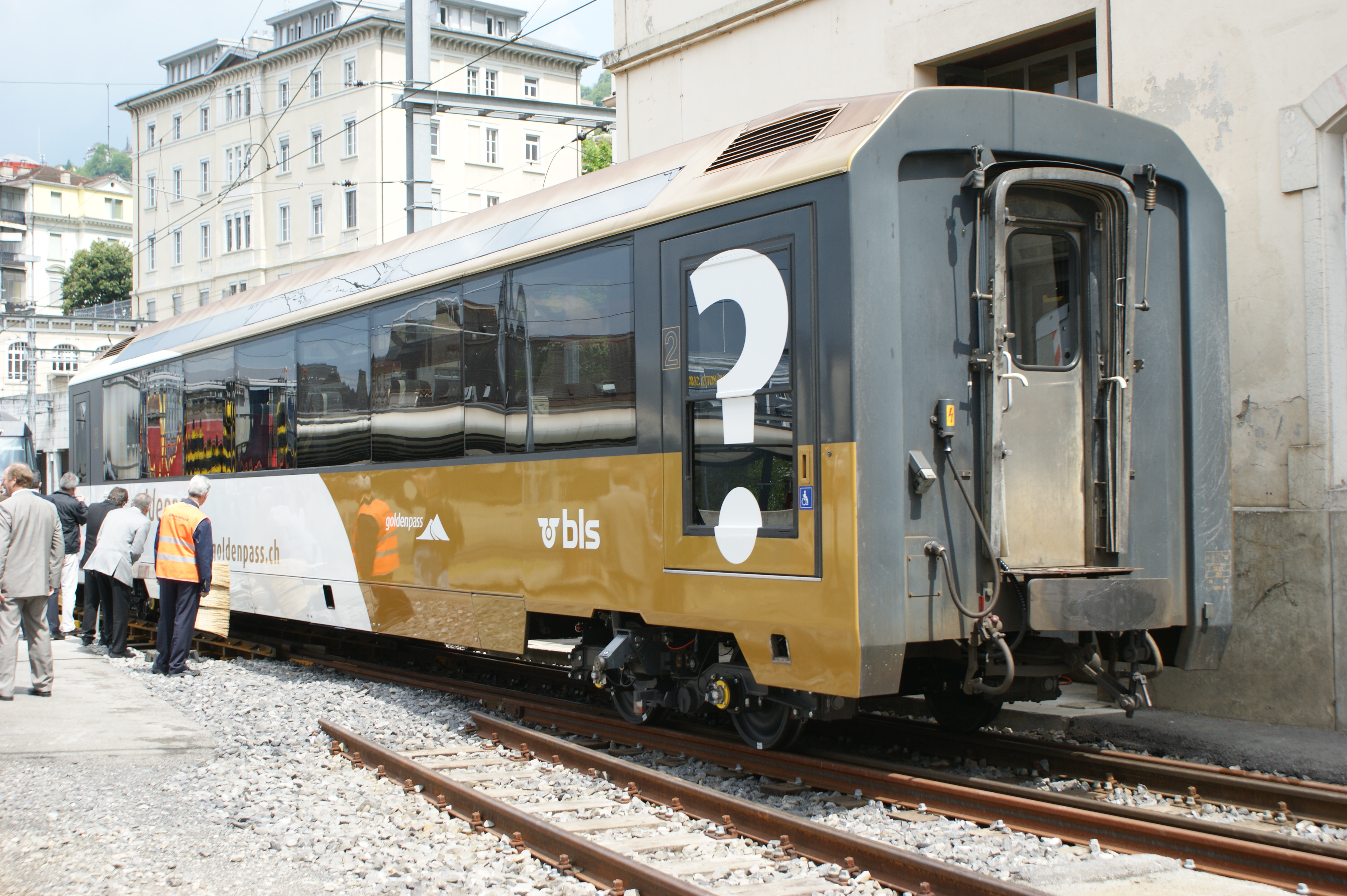
軌間可変台車（EV09）を装着したBDs220客車

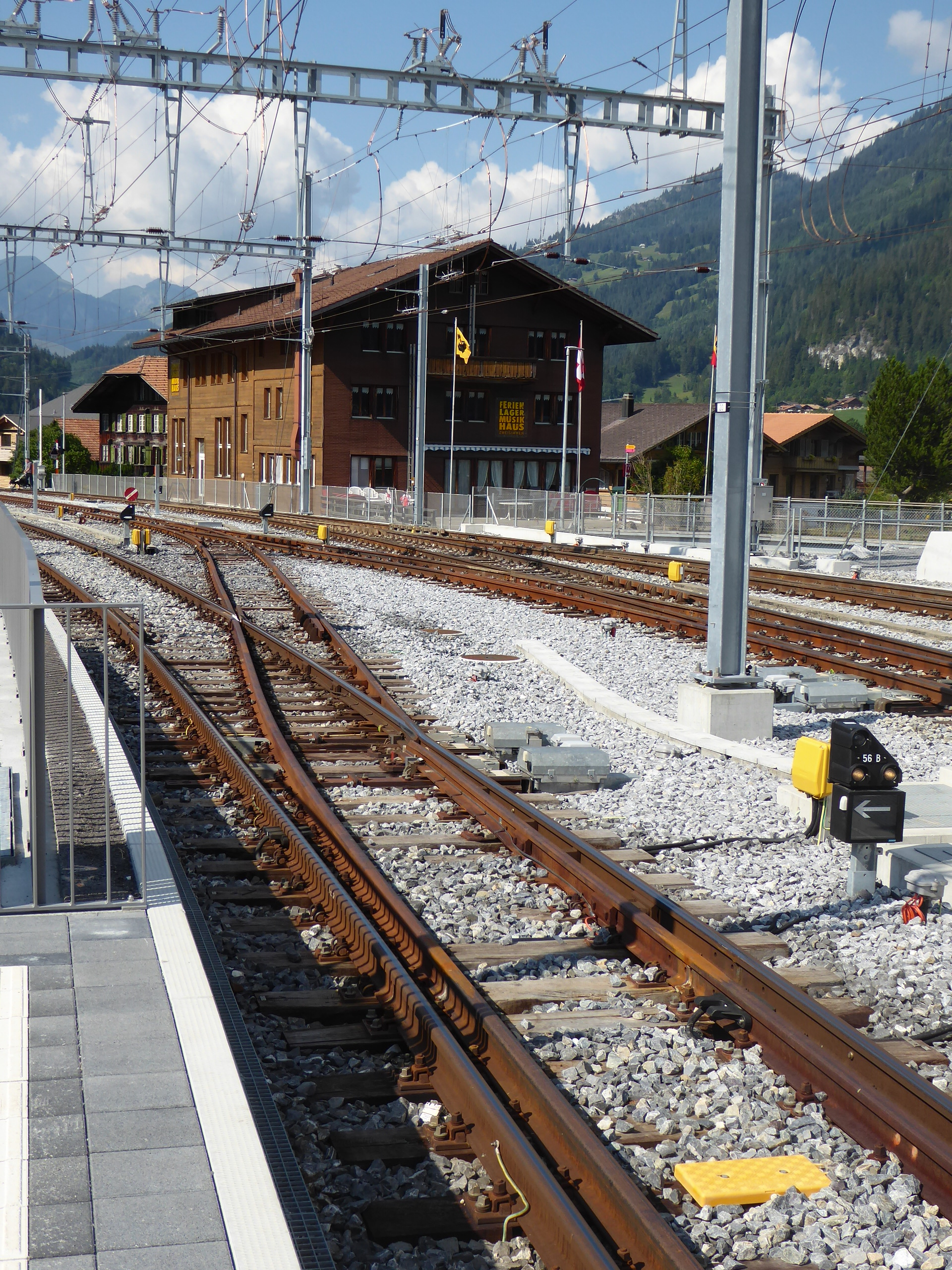
ツヴァイジンメン駅モントルー方の四線軌条区間の終端。直進の標準軌の機待線から狭軌の本線が右に分岐する。電化方式もMOB直流900V、BLS交流16.7Hz 15kVと異なるため、架線にはデッドセクションが設置されている。

ゴールデン・パスはモントルー～ルツェルン間を結ぶ、スイスを代表する鉄道ルートの1つである。しかし、モントルー～ツヴァイジンメン間のMOB、インターラーケン東～ルツェルン間のZB（ツェントラル鉄道）の軌間は1,000mmである一方、ツヴァイジンメン～インターラーケン東間を運行するBLSの軌間は1,435mmと異なっている。そのため旅客車両を直接乗り入れさせる事が出来ず、乗客は乗り換えを行う必要があった。それを解消するため三線軌道による直通運転が考えられ、MOBもそれを見込みGe4/4形電気機関車を複電圧への対応工事が容易に可能な設計としたものの、費用の問題から実現する事はなかった。
そこで、2010年にMOBは軌間可変に対応した台車をPROSE社に委託し、それを受けて新型ボギー台車EV09の開発が実施された。各台車の側面に取り付けられた補助輪が地上側の軌間可変装置付近に設けられたガイドレールに支えられることで、車輪を含むフレームが左右へ自在に伸縮可能な構造となっており、これにより1,000mm～1,435mmの各軌間に対応する事ができる。完成後はパノラマ客車（BDs220、BDs225）に装着し、MOBやBLSの線路上で試験が行われた。その結果を受け、MOBは20両の新型客車をシュタッドラー・レールに発注し、既存の一部のパノラマ客車についても台車をEV09へ交換し直通運転に対応させる事を決定した。地上設備に関してもツヴァイジンメン駅に軌間可変に対応する四線軌条を設置し、当初は2021年6月からMOBとBLSをまたぐモントルー～インターラーケン東間の直通列車「ゴールデンパス・エクスプレス」の運転開始を予定していたが、新型コロナウイルス感染症の世界的流行を受け延期され、2022年12月11日から運行を開始した。しかし、2023年2月末、BLS区間で分岐器軌条の異常摩耗が発見されたため、6月10日まで軌間可変の運用を一時停止し、ゴールデンパス・エクスプレスはMOB区間のモントルー～ツヴァイジンメン間のみ運行されていた（ツヴァイジンメン～インターラーケン東間はBLSの代替列車が接続）。直通運行再開にあたっては台車を改修し、標準軌運行時の車輪間距離を数ミリメートル短縮することで軌条の異常摩耗を防ぐ。
軌間可変するのは客車のみで、客車を牽引もしくは推進運転する機関車はそれぞれの軌間のものが用意され、ツヴァイジンメンで付け替えられることとなる。そのため、客車には運転台が備え付けられている（いわゆるプッシュプル列車）。
なお、ZBへのさらなる直通運転は、軌間だけでなくZBにあるラック式鉄道区間への対応が必要となるため、具体化していない。

### ゴールデンパス・エクスプレスの編成
- モントルー - ツヴァイジンメン間（MOB）

モントルー方から、特等（Prestige）・1等合造制御客車+1等客車+2等低床部分付き客車+2等客車+特等・2等合造制御客車+機関車。
- ツヴァイジンメン - インターラーケン東間（BLS）

モントルー方から、機関車+2等インターフェース客車+特等・1等合造制御客車+1等客車+2等低床部分付き客車+2等客車+特等・2等合造制御客車。
2等低床部分付き客車は2023年遅く又は2024年初頭納車予定のため、それまで欠車。BLS区間ではBLSの機関車をそのまま使用するため、制御システムの変換や客車への電源供給を目的としたインターフェース（アダプター）となる2等客車1両が機関車との間に増結される。
| 形式       | 形式       | Bsi 291 - 293               | Ast 181 - 184        | As 191 - 194         | Bs 271 - 274         | Bs 281 - 284         | ABst 381 - 384       |
| 車種       | 車種       | 2等車(インターフェース客車) | 特等・1等制御車      | 1等車                | 2等車(低床車)        | 2等車                | 特等・2等制御車      |
| 全長       | 全長       | 18,900mm                    | 19,320mm             | 18,750mm             | 18,750mm             | 19,320mm             | 19,320mm             |
| 重量       | 重量       | 25.11t                      | 27.00t               | 26.51t               | 25.30t               | 25.80t               | 27.01t               |
| 座席数     | 特等       |                             | 9                    |                      |                      |                      | 9                    |
| 座席数     | 1等        |                             | 20                   | 28                   |                      |                      |                      |
| 座席数     | 2等        | 54                          |                      |                      | 39                   | 54                   | 25                   |
| 備考・参考 | 備考・参考 | [ 31 ] [ 32 ] [ 33 ]        | [ 31 ] [ 32 ] [ 33 ] | [ 31 ] [ 32 ] [ 33 ] | [ 31 ] [ 32 ] [ 33 ] | [ 31 ] [ 32 ] [ 33 ] | [ 31 ] [ 32 ] [ 33 ] |

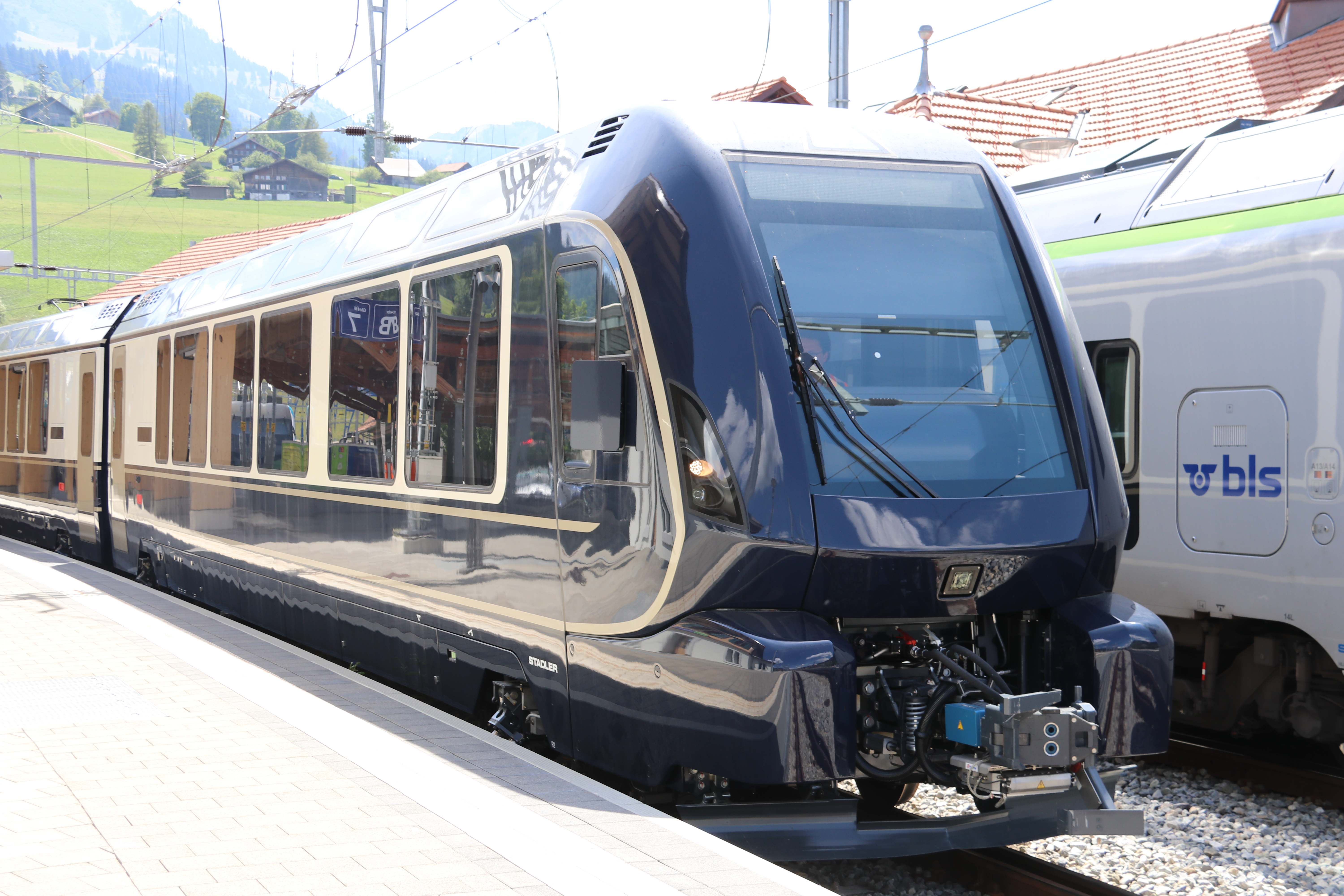
軌間可変機構を備えた制御車（ABst 384） （2022年撮影）
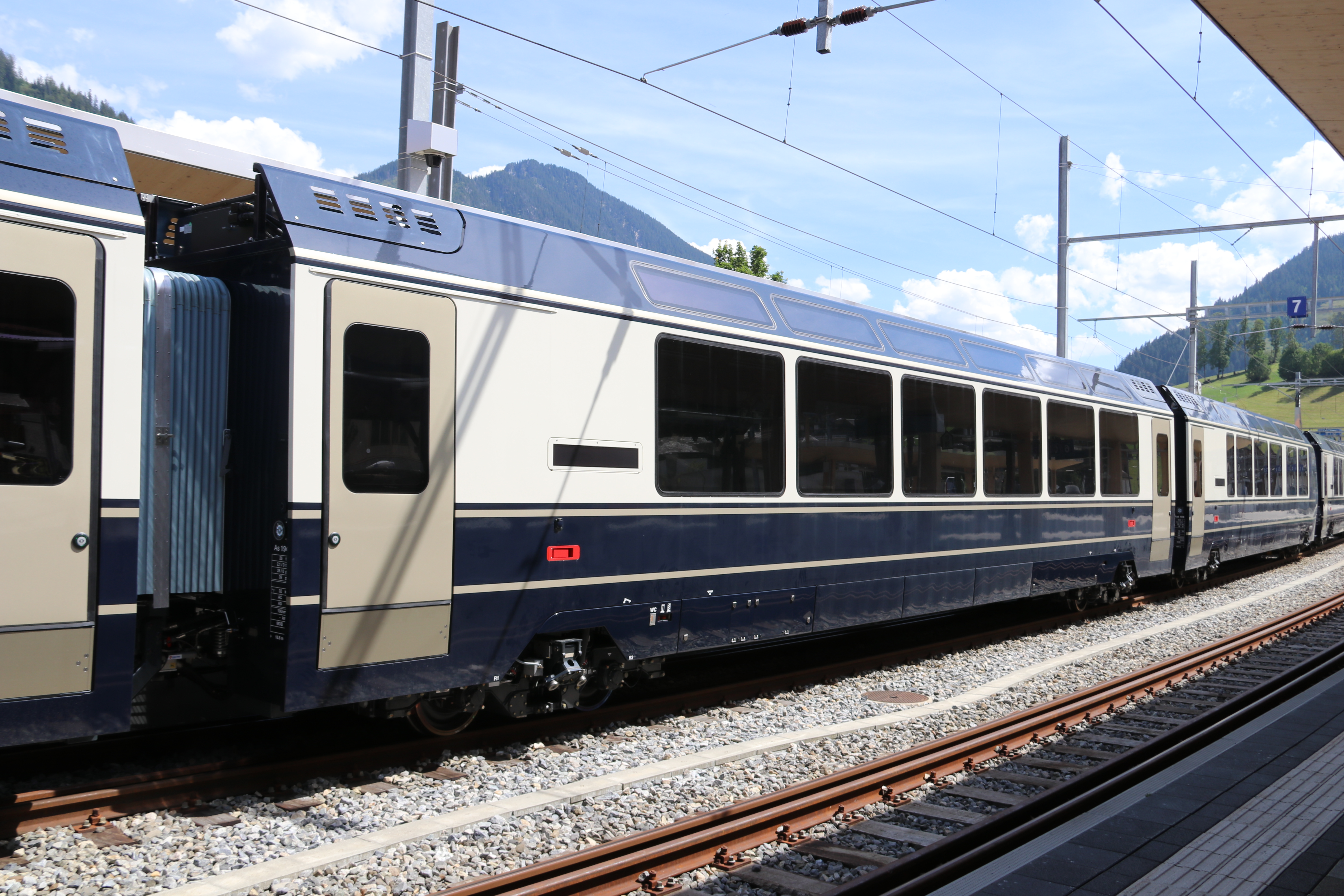
軌間可変機構を備えた中間客車（As 194） （2022年撮影）
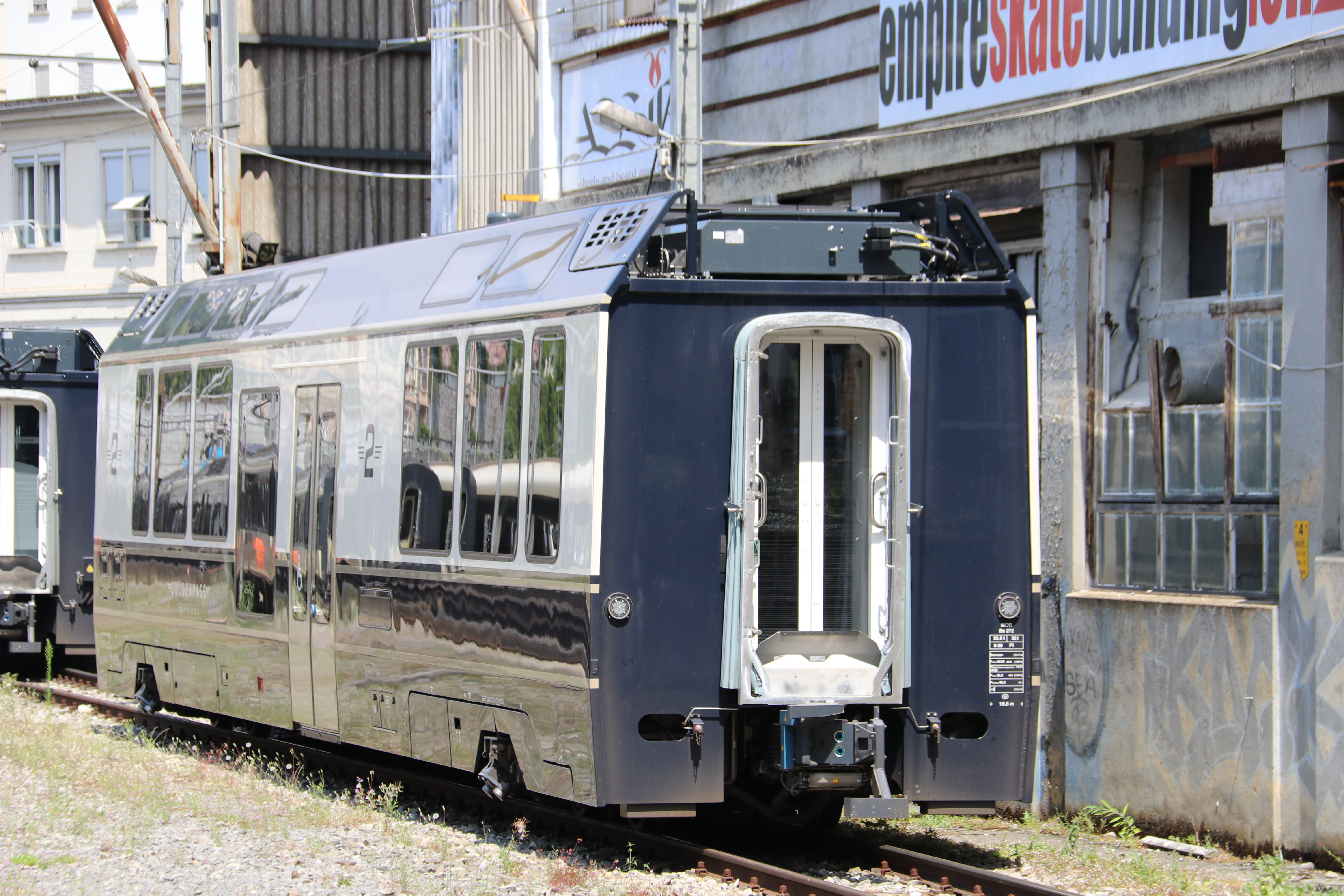
2024年以降増結される低床車（Bs 272） （2024年撮影）
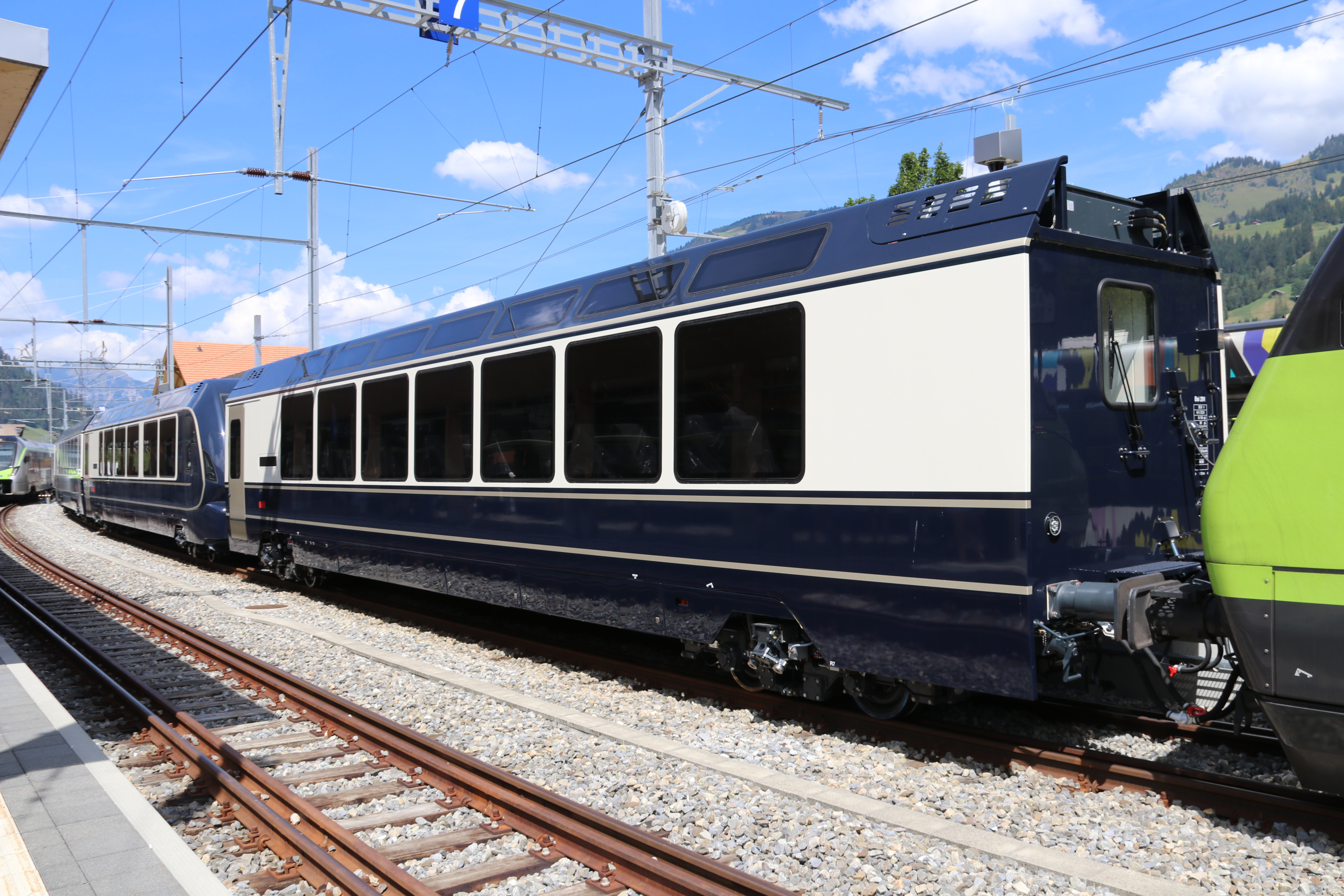
BLSの電気機関車と連結するインターフェース客車（Bsi 291） （2022年撮影）
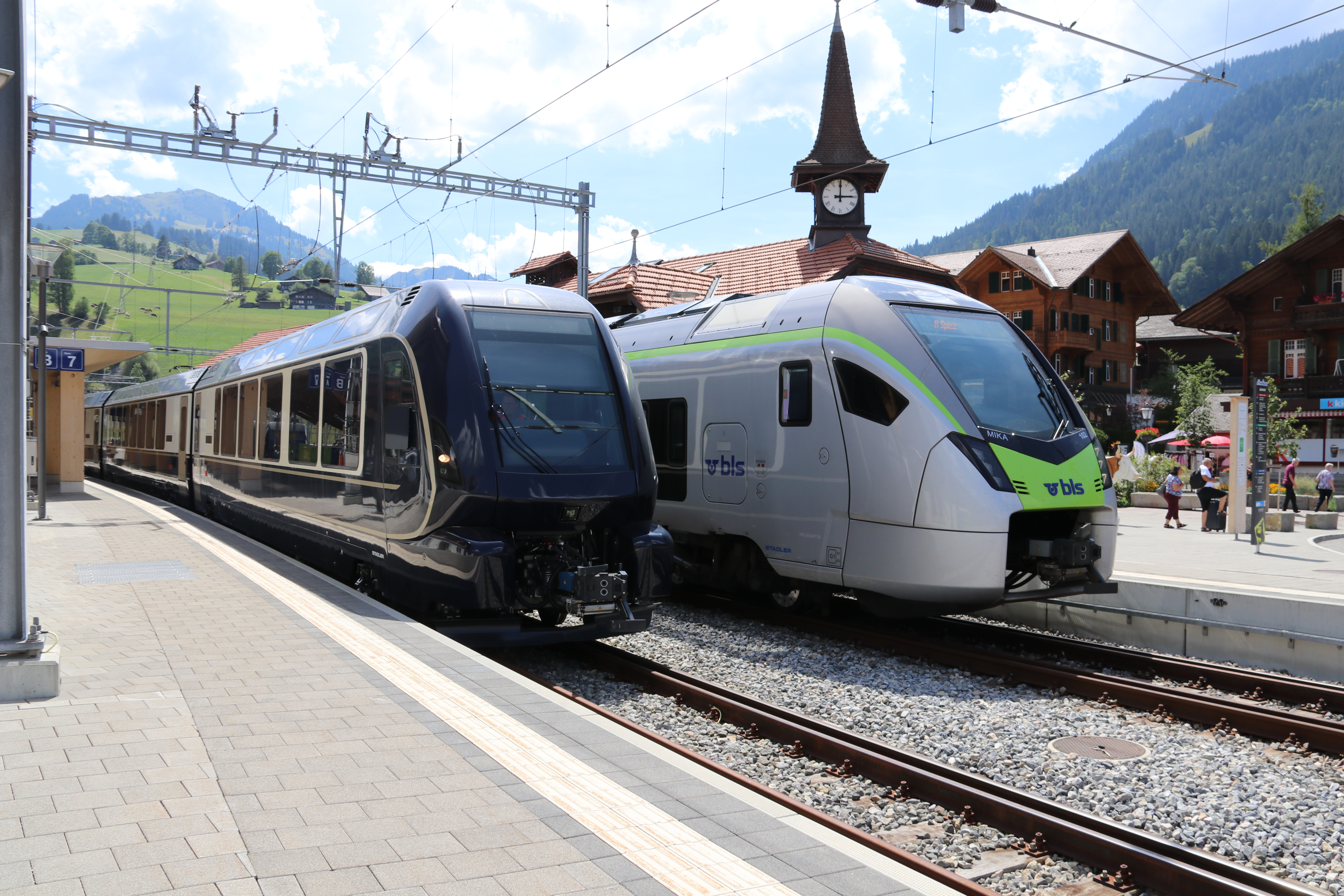
BLSの電車と並ぶ客車列車（2022年撮影）

## その他

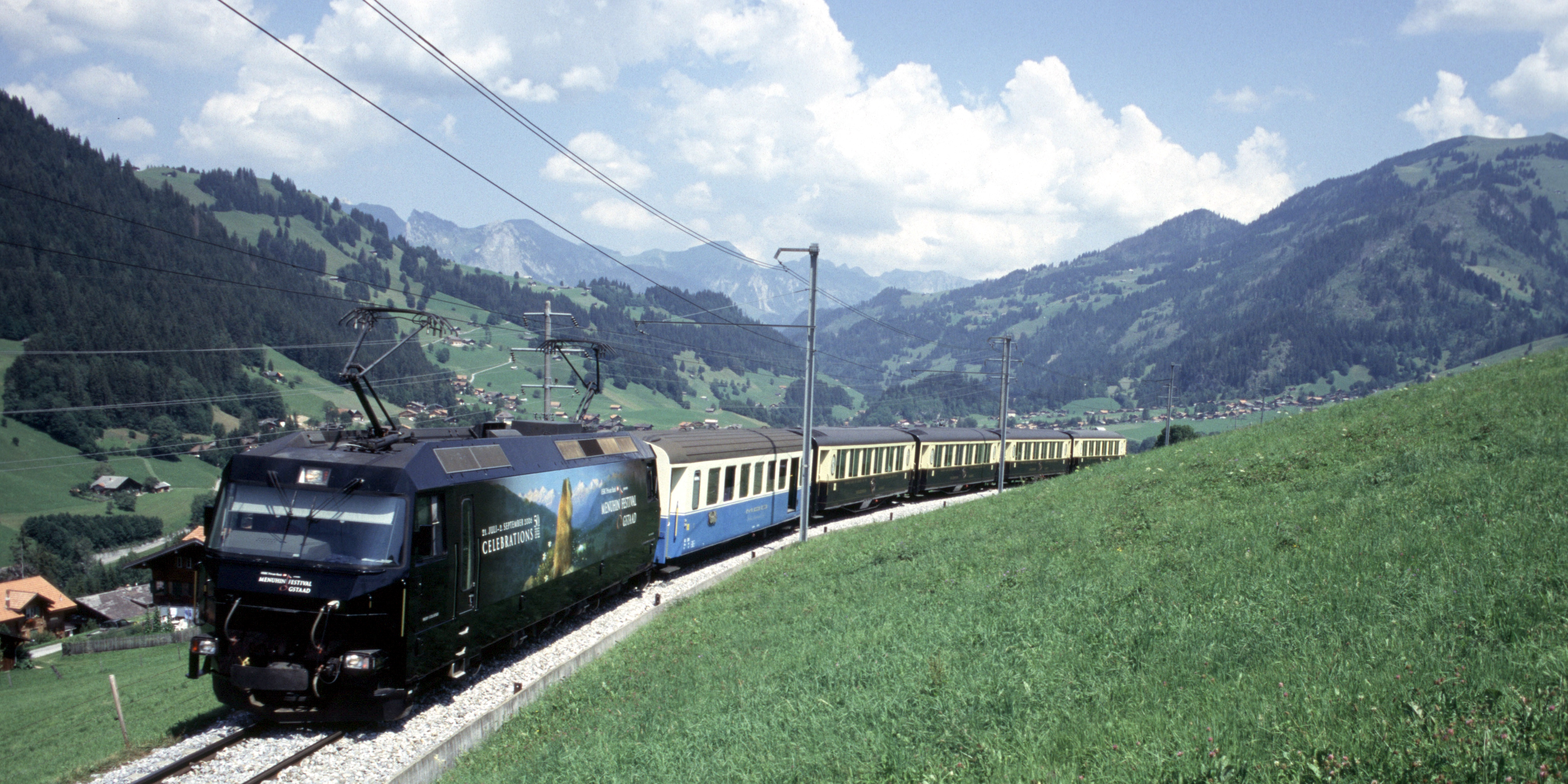
ゴールデンパス・クラシック

- モントルー～ツヴァイジンメン間の列車はゴールデンパス・パノラミック以外に普通列車が複数設定されている他、1931年から1939年まで設定されていたゴールデン・マウンテン・プルマンエクスプレス（オランダ語版）を再現したゴールデンパス・クラシック（ゴールデンパス・ベルエポック）（goldenpass belle epoque）が2往復設定されている[2][34]。